# Exosfären

Skiss över exosfären och andra områden i jordens atmosfär (ej skalenlig).

Exosfären är den yttersta förlängningen av atmosfären, där luften blivit så tunn att dess molekyler nästan aldrig krockar med varandra och därför rör sig i ballistiska banor i jordens gravitationsfält.
De molekyler som helt lämnar jorden kommer nästan uteslutande från exosfären. Exosfärens nedre gräns kallas exobasen och ligger på ungefär 600 km höjd (kan jämföras med rymdstationen ISS omloppsbana på cirka 400 km höjd). Någon övre gräns kan inte anges: tätheten sjunker gradvis utåt i rymden.
Begreppet exosfär avser den vanliga gasen av elektriskt neutrala atomer och molekyler. Utanför cirka 100 kilometers höjd är en allt större andel av partiklarna joniserade och bildar rymdplasmat i jonosfären, som alltså överlappar med exosfären.
Alla himlakroppar med en atmosfär har en exosfär. Men en exosfär finns även runt himlakroppar utan riktig atmosfär. Exempelvis har månen en exosfär, ett glest hölje av gravitationellt bundna molekyler som slås ut från månytan av meteoriter och solvinden och sedan rör sig längs kastparabler, utan kollisioner med andra molekyler.